# Jabłuniwka (rejon sławucki)
Jabłuniwka (ukr. Яблунівка) – wieś na Ukrainie, w obwodzie chmielnickim, w rejonie sławuckim. W 2001 roku liczyła 567 mieszkańców.
Pod koniec XIX w. wieś, w powiecie Nowogród Wołyński, w gminie Berezdów.